# Hydropsyche hirta
Hydropsyche hirta là một loài Trichoptera trong họ Hydropsychidae. Chúng phân bố ở vùng nhiệt đới châu Phi.